# Преображение Господне (Държилово)
„Преображение Господне“ (на гръцки: Μεταμορφώσεως του Σωτήρος) е църква в негушкото село Държилово, Гърция. Църквата е под управлението на Воденската, Пелска и Мъгленска митрополия.
Разположена е на няколко километра южно от Държилово в Каракамен, при слива на Голема река и Три извора. Построена е в XIX век. В 1928 година на нейно име Държилово е прекръстено на Метаморфоси.